# サン・キング
「サン・キング」（Sun King）は、ビートルズの楽曲。1969年9月に発売された11作目のイギリス盤公式オリジナル・アルバム『アビイ・ロード』に収録された。レノン＝マッカートニーとなっているが、ジョン・レノンによって書かれた楽曲。アルバム『アビイ・ロード』のB面の特徴であるメドレー「ザ・ロング・ワン」（The Long One）の2曲目にあたる楽曲で、1969年7月に「ミーン・ミスター・マスタード」と繋げてレコーディングされた。
タイトルの「Sun King（太陽王）」とは、ルイ14世の別称である。

## 背景・曲の構成
曲名は当初「Here Comes the Sun King」となっていたが、「ヒア・カムズ・ザ・サン」と混同することから現在の曲名になった。楽曲について、レノンは「あったのは曲半分だけで、ずっと仕上げられないままだった。あれは仕上げなくても、曲に片が付けられる手の一つだったというわけ。でもメドレーに入ると雰囲気を変えたくなってきて、『Here comes the sun king（太陽王がやってくる）』の出番になった。かまわないだろう？彼がやってくると、誰もが幸せになって『クアンド・パラムーチョ』だのなんだのが始まるんだ」と語っている。
「ユー・ネヴァー・ギヴ・ミー・ユア・マネー」のエンディングでコオロギの鳴き声が聴こえると、流れるように本作に移行する。曲の終盤では、スペイン語をでたらめに並べたフレーズが登場する。このパートについて、レノンは「みんなで冗談を言い始めてね。あれは『紛い物』で、適当にでっち上げたんだ。ポールは学生時代にいくつかスペイン語の単語を覚えていたから、少しでもそれっぽく聴こえるスペイン語の単語があったら、なんでもかんでも繋ぎ合わせてみた。『チッカ・フィルディ』という言葉も入っていて、これはリヴァプールの言い回しなんだけど、囃子ことばの『ナ、ナ、ナ、ナーナ』のようなもので、何か意味があるわけじゃない」と語っている。なお、「que can eat it（ケ・キャン・イート・イット）」というフレーズは、「ケーキをお食べなさい（Cake and eat it）」の語呂合わせ。楽曲は演奏が止まったのち、リンゴ・スターのドラム・フィルが入り、次曲「ミーン・ミスター・マスタード」に移行する。
ピーター・グリーン在籍時のフリートウッド・マック「アルバトロス (あほうどり)」にインスパイアされた楽曲とされており、ジョージ・ハリスンは「僕とジョンは『ギターにリバーブを目一杯かけて、フリードウッド・マックになろう』と言って、そのままギターを弾き始めた」と語っており、レノンも「あの曲の僕らは何分か、フリードウッド・マックのフリをしている」と語っている。

## レコーディング
「サン・キング」のレコーディングを行われる前、トゥイッケナム映画撮影所で行われたリハーサル初日にあたる1969年1月2日にレノンは、本作のデモをメンバーに披露している。この時の音源は、2003年に発売された『レット・イット・ビー...ネイキッド』のボーナスCD『フライ・オン・ザ・ウォール』に収録されている。
7月24日に本作と「ミーン・ミスター・マスタード」をつなげた形でレコーディングが行われ、8トラック・レコーダーのトラック1にポール・マッカートニーのベース、トラック2にリンゴ・スターのドラム、トラック3にレスリースピーカーに通したレノンのギター、トラック4にトレモロをかけたジョージ・ハリスンのギター、トラック6にレノンのガイド・ボーカルが録音された。35テイク録音されたうち、テイク7は「エイント・シー・スウィート」のジャム・セッションとなっている。この日に録音されたテイクのうちテイク20が、2019年に発売された『アビイ・ロード (スーパー・デラックス・エディション)』のCD3に収録された。
7月29日に最終テイクに対して、ハーモニー・ボーカル、マラカス、オルガンがオーバー・ダビングされた。

## グンキ・ンサ
「グンキ・ンサ」（Gnik Nus）は、2006年にシルク・ドゥ・ソレイユのショーのサウンドトラックとして発売された『LOVE』収録曲。これは、「サン・キング」を逆回転させた音源で、曲中では「ウィズイン・ユー・ウィズアウト・ユー」のタンブーラのドローンも加えられている。これに倣い、タイトル「Gnik Nus」は英題のスペルを逆にしたもので、邦題も「サン・キング」を逆から書いたものとなっている。
「グンキ・ンサ」が制作された経緯について、ジャイルズ・マーティンは「『ウィズイン・ユー・ウィズアウト・ユー/トゥモロー・ネバー・ノウズ』のエフェクト用に『サン・キング』のシンバルを逆回転させていたら、ボーカルまで逆回転させていることに気づいた。これを聴いた父がすごく気に入って、きっとジョンもこういうことがしたかったはずだと言ってくれたんだ」と語っている。
曲の最後にはストリングスが挿入され、次曲「サムシング」へ音が途切れずに続いている。

## クレジット
※出典
- ジョン・レノン - リード・ボーカル、レスリースピーカーに通したギター、ピアノ、ハーモニー・ボーカル
- ポール・マッカートニー - ベース
- ジョージ・ハリスン - トレモロをかけたギター
- リンゴ・スター - ドラム、タンバリン、マラカス
- ジョージ・マーティン - オルガン

## カバー・バージョン
- ビージーズ - 1976年に公開された映画『All This and World War II』にてカバー。